# Bréhan
Bréhan (en bretó Brehant-Loudieg ) és un municipi francès, situat a la regió de Bretanya, al departament d'Ar Mor-Bihan. L'any 2006 tenia 2.311 habitants.

## Demografia
| 1962                                       | 1968  | 1975  | 1982  | 1990  | 1999  |
| ------------------------------------------ | ----- | ----- | ----- | ----- | ----- |
| 1.773                                      | 1.885 | 2.005 | 2.257 | 2.284 | 2.314 |
| Des de 1962: població sense dobles comptes |       |       |       |       |       |

## Administració
| Període   | Identitat       | Partit |
| --------- | --------------- | ------ |
| 2001-2008 | Henri Ollivier  |        |
| 2008-     | Hervé Guillemin |        |